# De Cocksdorp

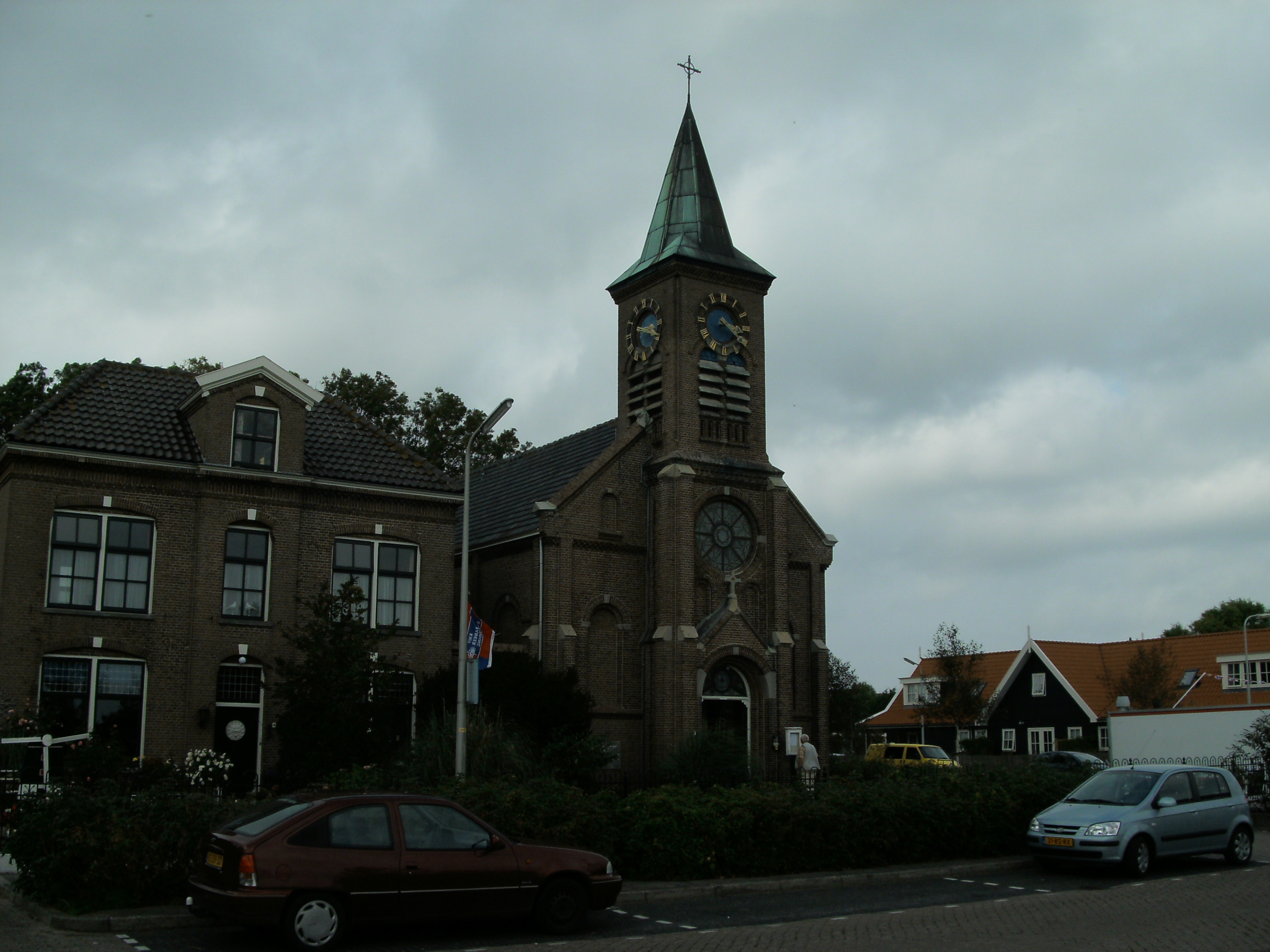
Il centro di De Cocksdorp con la Waddenkerk

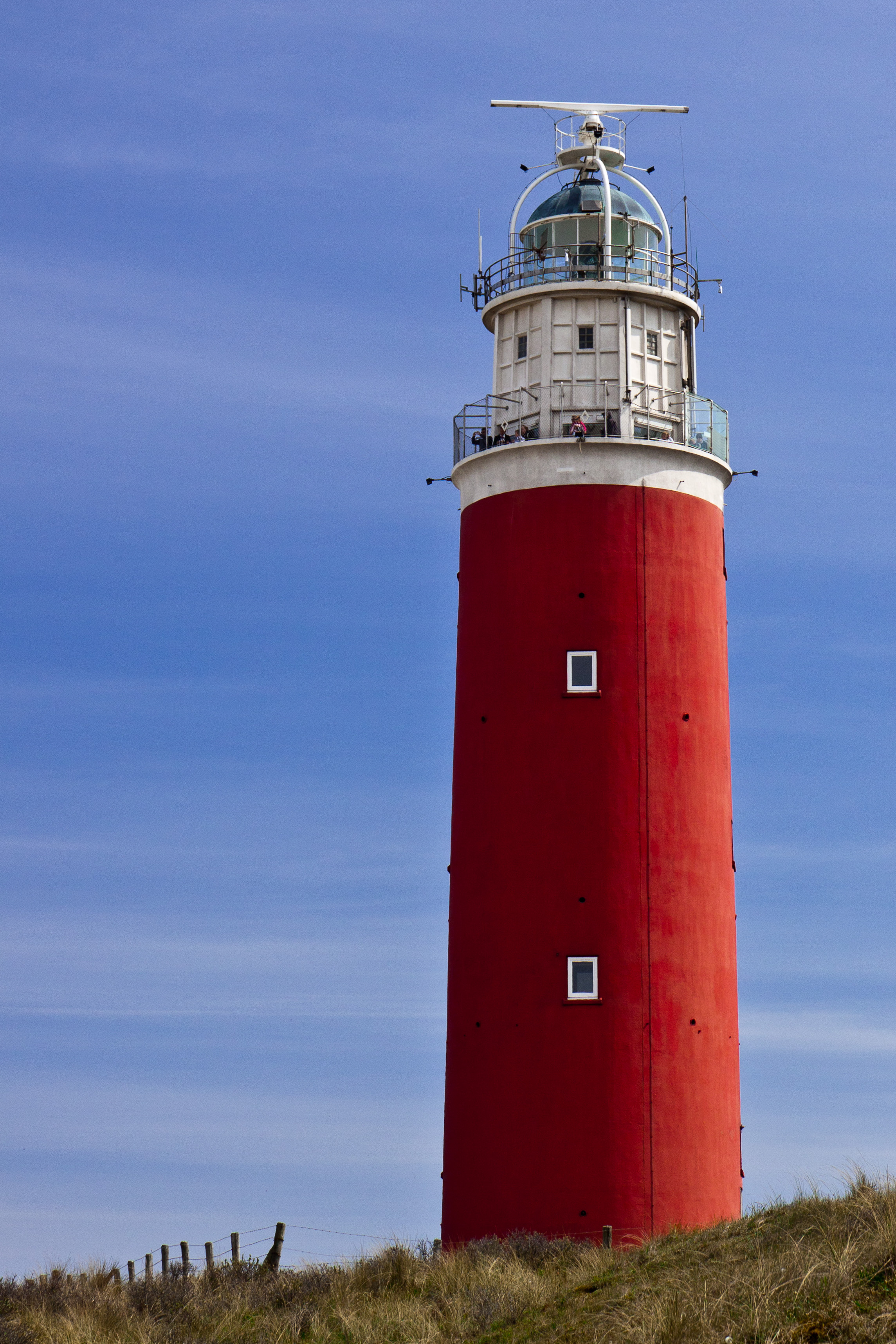
De Cocksdorp: il Faro di Eierland o Faro di Texel

De Cocksdorp (in dialetto tessels: Durrep; 1.300 ab. circa) è una località balneare del comune di Texel, sul Mare del Nord dell'Olanda Settentrionale, situata nell'isola di Texel, la più estesa tra le isole che compongono l'arcipelago delle Isole Frisone Occidentali.
È il più settentrionale tra i villaggi dell'isola. Si tratta inoltre del villaggio di fondazione più recente a Texel.

## Etimologia
Il toponimo De Cocksdorp significa letteralmente di "villaggio di De Cock", in onore di Nicolas Joseph de Cock, un armatore di Anversa che durante la rivolta belga degli anni 1830-1839 fu tra i fondatori della Sociëteit van Eigendom van Eierland ("Società della proprietà di Eigerland"; v. anche la sezione "Storia").

## Geografia fisica

### Collocazione
De Cocksdorp si trova nella penisola di Eierland, nell'estremità nord-orientale di Texel. Dista circa 14 km da Den Burg, il centro principale di Texel, e circa 18 km da Den Hoorn, il centro abitato più a sud dell'isola.

### Territorio
Il territorio su cui sorge il villaggio si caratterizza per la presenza di dune, chiamate le "Dune di Eierland" (Eierlandse Duinen). Compongono il territorio poi le aree naturali chiamate "De Krim" e "De Slufter".

### Suddivisione amministrativa[1]
- De Cocksdorp
- Midden-Eierland
- Zuid-Eierland

## Storia
Il villaggio sorse come piccolo porto nel 1835/1836.
In origine fu chiamato "Nieuwdorp" ("villaggio nuovo"), ma a pochi mesi dalla fondazione il suo nome fu cambiato in "De Cocksdorp" in onore di Nicolas Joseph de Cock.
Quest'ultimo fu, come detto, tra i fondatori della Sociëteit van Eigendom van Eierland, un gruppo di persone che, grazie al lavoro di 1.500 operai, fece costruire nel giro di venti settimane una diga in loco.
Il villaggio contava già nel 1840 41 abitazioni e 293 abitanti.

## Edifici e luoghi d'interesse

### Faro di Eierland
L'edificio più famoso di De Cocksdorp è il Faro di Eierland o Faro di Texel, un faro di color rosso alto 35 metri o 27 metri o, situato al numero 184 di Vuurtorenweg su una duna alta 20 metri, che fu costruito tra il 1863 e il 1864 su progetto di Q. Harder, ma che fu sostanzialmente rimodellato nel 1964.
L'edificio è classificato come rijksmonument ("monumento del regno"). Ebbe un ruolo importante durante la cosiddetta "rivolta georgiana di Texel" nel corso della seconda guerra mondiale.

### Waddenkerk
Un altro edificio storico di De Cocksdorp, classificato come rijksmonument, è la Waddenkerk, chiesa situata al nr. 85 di Kikkerstraat e fondata nel 1835.
|  |  |

## Feste ed eventi
- Durper markt, mercatino che si tiene ogni giovedì[2]